# Борис Полевой
Борис Николаевич Кампов (4/17 март 1908, Москва – 12 юли 1981, Москва), повече известен с литературния си псевдоним Борис Полевой, е руски съветски писател, журналист и офицер. Слава и Сталинска премия му донася написаната за 19 дни „Повест за истинския човек“ (1946).

## Биография
Роден е в Москва през 1908 г., син на юрист. Родителите му са Николай Петрович и Лидия Василиевна Кампов. Преселват се в гр. Твер, където той завършва техническо училище. Работи като технолог в текстилна фабрика в града.
През 1928 г. започва журналистическа кариера в Твер. Преселва се в Москва през 1941 г. Има многобройни статии за войната, публикувани в най-значимите съветски вестници, в които обрисува зверствата на германците наред със славния героизъм на съветския човек. Най-известен е с репортажите си, публикувани във в-к „Правда“, за зверствата в Аушвиц след освобождаването на концлагера от руснаците. Когато започва да пише за в-к „Правда“ (1939 или 1941 г.) служи в Червената армия като подполковник, после и полковник. След това продължава като кореспондент за вестника до 1945 г.
Първата му книга (с очерци) излиза в Твер (1927), забелязана е от Максим Горки. Тя е подписана с истинската му фамилия, а след нея използва само псевдонима за литературните си произведения. Избира псевдонима си в чест на Николай Полевой - писател и редактор от 19 в., известен със своите исторически романи, основани стриктно на факти. Написва 4 книги за Втората световна война, обединени в „Тези четири години“ („Эти четыре года“). По-малко известни остават материалите „В края на краищата“ („В конце концов“) от личните му наблюдения на Нюрнбергския процес като кореспондент на в-к „Правда“ (1969).
Член е на редица обществени организации, включително секретар на Управителния съвет на Съюза на писателите на СССР от 1967 г. Бил е депутат във Върховния съвет на РСФСР (1946-1958).
Жени се за Юлия Осиповна през 1939 г. Имат 2 сина и дъщеря.